# Äsphults församling
Äsphults församling var en församling i Villands och Gärds kontrakt i Lunds stift. Församlingen låg i Kristianstads kommun i Skåne län och ingick i Västra Vrams pastorat. Församlingen uppgick 2022 i Tollarps församling.

## Administrativ historik
Församlingen har medeltida ursprung och var till 1962 i pastorat med Linderöds församling, före 1 oktober 1922 som moderförsamling, därefter som annexförsamling. Från 1962 till 1975 annexförsamling i pastoratet Träne, Djurröd och Äsphult. Från 1975 till 2006 annexförsamling i pastoratet Västra Vram, Östra Vram, Linderöd och Äasphult. Församlingen ingår sedan 2006 till 2022 i pastoratet Västra Vrams pastorat bestående av Västra och Östra Vrams församling, Linderöds församling och Äsphults församling. Församlingen uppgick 2022 i Tollarps församling.

## Kyrkor
- Äsphults kyrka